# Sciades passany
Sciades passany es una especie de pez de la familia Ariidae en el orden de los Siluriformes.

## Morfología
Los machos pueden llegar alcanzar los 100 cm de longitud total y 15 kg de peso.
- Tiene la cabeza aplanada en la parte superior.[3]

## Reproducción
Parece tener lugar dos veces al año (abril y octubre): la hembra pone 20-25 huevos, que hacen entre 12 a 15 mm, y son incubados en la boca del macho durante 10-12 días.

## Hábitat
Es un pez demersal y de clima tropical.

## Distribución geográfica
Se encuentra en el Atlántico occidental: desde Guayana hasta la desembocadura del río Amazonas en Brasil.

## Uso comercial
Se comercializa fresco y salado.